# 鈴木瑞之
鈴木 瑞之（すずき ずいし、1938年（昭和13年） - 2016年（平成28年）7月30日）は日本の書家。日展会員、特選２回。書道教室「瑞清会」、月刊競書誌「瑞清」主幹。

## 略歴
1938年（昭和13年）福島県郡山市に生まれる。福島県立郡山商業高等学校を卒業。殿村藍田に書と篆刻を学び、師事した。1983年（昭和58年）第15回日展で特選を受賞した。1989年（平成元年）第21回日展で特選を受賞した。第40回日展（平成20年）審査員を務めた。日展会員となる。 謙慎書道会常任理事（審査員）。読売書法会(漢)常任理事（審査員）

## 著書
- 鈴木瑞之、福本雅一、矢淵孝良共著『書学大系 碑法帖篇 第四十三巻 金農 鄭燮』　同朋社出版　1986年4月
- 『作品に学ぶ行書必携　行草書③』　同朋舎出版　1991年12月
- 『作品に学ぶ墨場必携 色紙篇』　同朋舎出版　1992年4月

## 所蔵作品
- 福島県立美術館　『王漁洋詩』　1970年制作[9]
- 日展会館　『和漢朗詠集下より 交友』　2005年制作[10]